# Contea di Letcher
La contea di Letcher in inglese Letcher County è una contea dello Stato del Kentucky, negli Stati Uniti. La popolazione al censimento del 2000 era di 25 277 abitanti. Il capoluogo di contea è Whitesburg